# Nicholas Brady (poet)
Nicholas Brady, född 28 oktober 1659, död 20 maj 1726, var en protestantisk präst från Irland verksam i England. 
Brady var psalmförfattare och tillsammans med Nahum Tate psalmboksutgivare.

## Psalmer
- Som hjorten uti middagstiden (nr 314 i Svenska Missionsförbundets sångbok 1920) översatt av Erik Nyström.